# Zonální systém

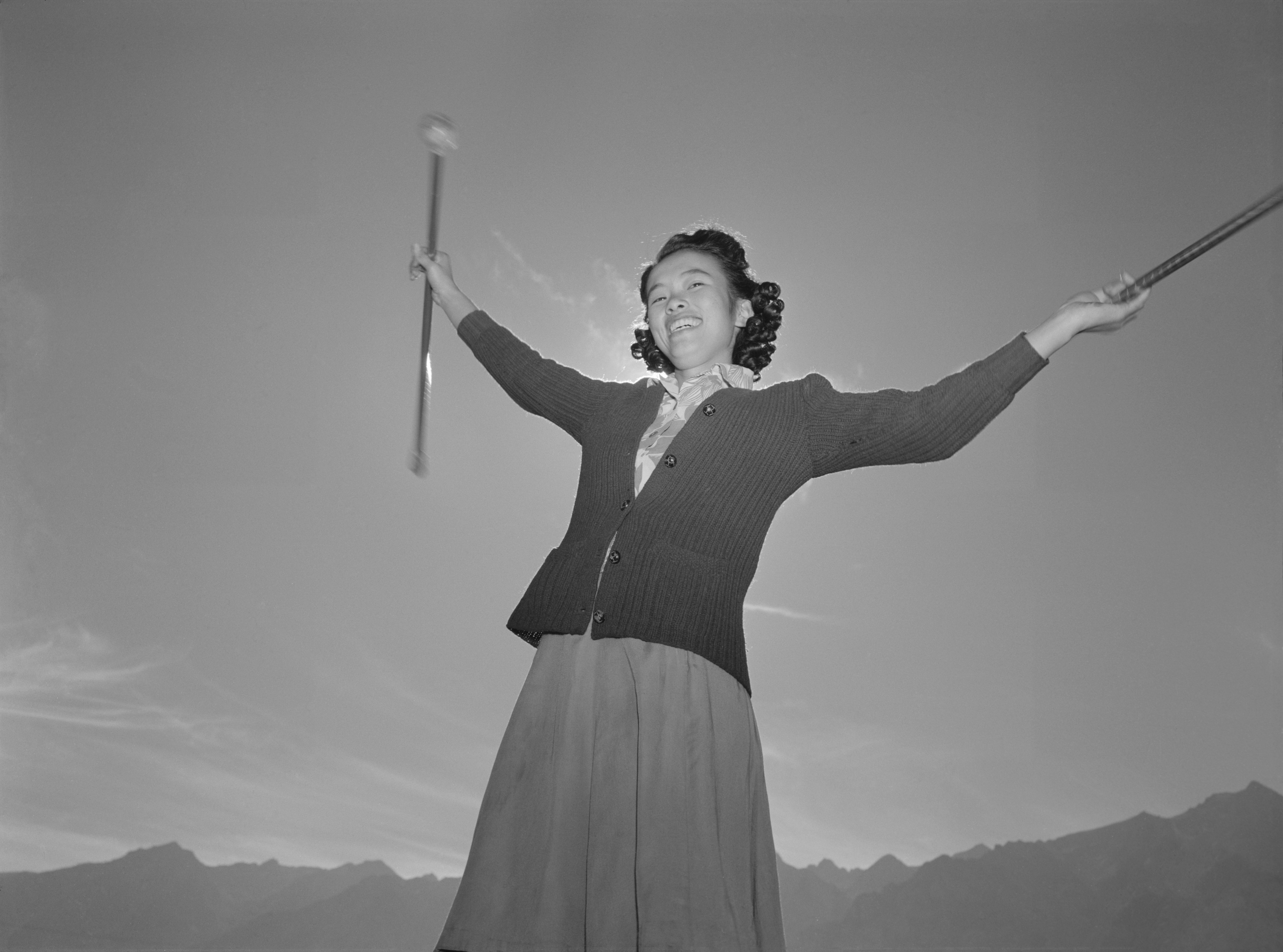
Ansel Adams: Zkouška mažoretek, Florence Kuwata, Manzanar Relocation Center, 1943

Zonální systém (Zone system) je fotografická metoda pro optimální zobrazení celého rozsahu jasů ve snímané scenérii, kterou v roce 1941 zformulovali Ansel Adams a Fred R. Archer (nejedná se o Fredericka Scotta Archera).
Základním cílem zonálního systému je dosažení kvalitní reprodukce celého rozsahu jasů ve snímané scenérii, tedy dokonalého prokreslení světel a stínů, s korektní tonalitou všech zón šedé škály od černé k bílé, dále pak systém, umožňující kontrolovatelnou změnu tonality a její posouvání v jednotlivých tonálních zónách. Zonální systém je pak soubor principů a činností, které slouží k dosažení cíle a současně umožňuje poznat zákonitosti dávající autorovi plnou kontrolu nad budoucí tonalitou fotografií, slouží k předem určené změně tonality a převodu barev na šedou škálu.
Zonální systém velmi komplexně řeší technologii černobílé fotografie na mistrovské úrovni a při jeho pochopení dává autorům jistotu absolutní technické dokonalosti zvětšenin. Zonální systém řeší současně záměrný posun tonality s potlačením bílých či černých odstínů na okraji dosažitelné šířky šedé škály. Důležité je také vědět, že zonální systém byl v celé šíři svých principů vyvinutý pro klasickou černobílou fotografii, ale je použitelný pro barevnou klasickou fotografii, tak i pro digitální fotografii a je lhostejné, jestli barevnou nebo černobílou.

## Previzualizace
Podstatou lepšího pochopení tzv. previzualizace, která je tím prvním a současně nejdůležitějším krokem v kreativní fotografii a která je naprostou samozřejmostí při práci všech fotografů v úrovni „Masterclass Photography“, je potřeba nejprve se naučit dokonale znát základní tonální úrovně fotografického obrazu. Pro tonální úrovně začal před desítkami let používat právě Ansel Adams výraz zóna (zone) a práci s nimi pro jejich definovatelnost a možnost kontroly nazval zonální systém.

## Zóny
Pro využítí plného rozsahu tonálních úrovní, které nabízí fotografický film nebo papír, je potřebné definovat zcela jednoznačně jejich krajní meze. Nejtmavší, z hlediska fotografického obrazu absolutní černá bez jakékoliv kresby, je na začátku tonálního spektra. Nejbělejší bílá, tedy absolutní bílá bez jakékoliv kresby, leží na druhém konci tonálního spektra.

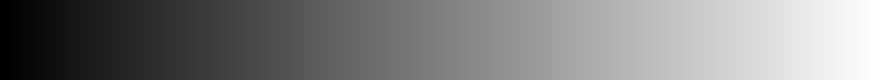
Plný rozsah tonálních úrovní

Rozložením tonálního spektra všech dosažitelných odstínů šedé mezi obě krajní tonální úrovně se získá tzv. plynulá šedá škála. Pokud se tato šedá škála rozdělí na jedenáct dílů, tedy plynulá škála se zjednoduší na škálu stupňovitou, vznikne jedenáct tonálních zón – tyto zóny jsou klíčovou definicí veškeré další práce v zónovém systému. Jedenáct tonálních zón je maximální využitelný tonální rozsah standardně zpracovaného negativu a následně zvětšeniny a tonální rozdíl mezi jednotlivými zónami je definován rozdílem jedné expoziční hodnoty (1 EV). Tento rozsah je využitelný jen a pouze u kvalitního klasického černobílého negativu a zvětšeniny zhotovené optickou cestou.

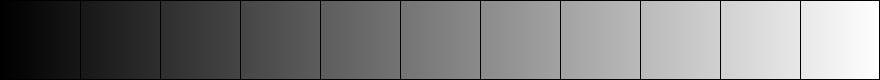
Jedenáct dílů šedé škály